# Momo no Hanabira
«Momo no Hanabira» (桃ノ花ビラ Pétalos de Durazno?) es el sencillo debut de la cantante japonesa Ai Ōtsuka lanzado en septiembre del año 2003 en formatos CD y CD+DVD.

## Información
El sencillo debut de Ai Otsuka, que al momento de su lanzamiento tenía sólo diecisiete años de edad. Inicialmente el título para la canción había sido confirmado a ser Momo-iro no Hanabira (桃色ノ花ビラ Pétalos color durazno?), pero posteriormente fue cambiado: le fue quitado el "iro" (color) para sólo quedar como Momo no Hanabira (桃ノ花ビラ Pétalos de durazno?). El título contiene componentes no comunes en la escritura japonesa, con los caracteres que comúnmente se escriben en hiragana fueron escritos en katakana (en la escritura tradicional el título debió haber sido escrito como 桜の花びら).
El tema fue utilizado dentro del dorama del canal de TV nipón NTV llamado Suika (Melón) para promocionarlo. El videoclip de la canción fue grabado en un bosque donde Ai Otsuka canta junto a numerosas criaturas como insectos u otros "animales". Momo no Hanabira no tuvo un excesivo reconocimiento, y debutó en el #24 de los charts japoneses de Oricon.
El sencillo fue lanzado en formatos CD y CD+DVD, con este último incluyendo el vídeo musical del tema principal. Ediciones limitadas de la versión de sólo el CD, también incluyó un libreto de proporciones más grandes a las de un sencillo normal, con material adicional de Ai. Esta versión limitada del sencillo el año 2007 fue puesta nuevamente a la venta -pero igualmente en forma en extremo limitada- en locales que se establecieron afueras del concierto ofrecido por Ai Otsuka en honor a su álbum de grandes éxitos Ai am BEST.

## Canciones

### CD
1. «Momo no Hanabira» (桃ノ花ビラ?)
2. «Himawari» (向日葵?)
3. «Momo no Hanabira» (桃ノ花ビラ?) (Instrumental)
4. «Himawari» (向日葵?)

### DVD
1. «Momo no Hanabira» (桃ノ花ビラ?)

- Datos: Q1073426